# Шило Олександр Анатолійович
Олександр Анатолійович Шило (21 квітня 1977 — 19 листопада 2023) — сержант Збройних сил України, учасник російсько-української війни.

## Життєвий шлях
У 1994 році Олександр закінчив Іванівську середню школу. Упродовж 1994–1999 років навчався на історичному факультеті Кіровоградського державного педагогічного університету імені В.Винниченка. Після завершення навчання деякий час працював учителем, а згодом розпочав трудову діяльність на заводі «Червона зірка» як зварювальник. 
У 2022 році Олександр добровільно вступив до лав Збройних сил України. Він став розвідником-штурмовиком у складі 71-ї окремої єгерської бригади Десантно-штурмових військ ЗСУ, не маючи попереднього військового досвіду в ЗСУ.
Олександр Шило брав активну участь у бойових діях під час російсько-української війни. У 2022 році він захищав і визволяв Харківщину від окупаційних сил, а також боровся на ключових напрямках біля міст Бахмут, Авдіївка та села Роботине. За майстерне командування підрозділом під час штурмів ворожих позицій Шило був ушанований почесною відзнакою «Сталевий хрест». 
У ході бойових дій отримав чотири поранення.
19 листопада 2023 року Олександр Шило загинув, захищаючи Україну під час бойових дій на території Запорізької області. Поховання відбулося 6 листопада 2024 року на цвинтарі села Безводня.

## Нагороди
- Нагороджений відзнакою Головнокомандувача ЗСУ почесним нагрудним знаком «Сталевий хрест» (2023)[2]